# ツバメトビ
ツバメトビ（燕鳶、学名：Elanoides forficatus）は、タカ目タカ科に属する鳥類の一種。

## 形態
体長約58cm、翼を広げると120cmほどになる。尾羽が中央が深く切れ込んだ燕尾であり、名の由来となっている。

## 分布
北米から南米にかけて分布するが、北米ではフロリダ州からテキサス州東部にかけての限られた範囲に限られる。

## 生態
主に湿地帯、開けた森林地帯や川沿いの低地に生息する。昆虫やトカゲ、ヘビなどの小さな動物を捕食するほか、果実も食べる。
その優雅な姿から、北米の猛禽類の中では最も美しいとされることもあるが、生息地の破壊が原因で北米亜種の個体数は減少し、1200羽ほどとされる。南米亜種の個体数は安定している。

## 保全状態評価
- LEAST CONCERN (IUCN Red List Ver. 3.1 (2001))
- ワシントン条約附属書II類